# District de Cany
Le district de Cany est une ancienne division territoriale française du département de la Seine-Inférieure de 1790 à 1795.
Il était composé des cantons de Cany, Doudeville, Fontaine, Ourville, Saint Laurent, Saint Valery, Sassetot, Valmont et Veulles.